# Manoir de la Cour-Thorel
Le manoir de la Cour-Thorel est un édifice situé à Notre-Dame-d'Estrées-Corbon dans le département du Calvados et la région Normandie.

## Localisation
Le manoir est situé dans l'ancienne commune de Notre-Dame-d'Estrées, avant devenir le 1er janvier 2015 une commune déléguée au sein de la commune nouvelle de Notre-Dame-d'Estrées-Corbon.

## Historique
L'édifice date du XVIe.
L'édifice est inscrit partiellement au titre des monuments historiques le 28 septembre 1970 en particulier les façades et les toitures.